# ウラジーミル・ブルィンツァロフ
ウラジーミル・アレクセーヴィチ・ブルィンツァロフ（Владимир Алексеевич Брынцалов、Vladimir Alekseevich Brintsalov、1946年11月23日 – ）は、ロシアの政治家。カラチャイ・チェルケス自治州（現在のカラチャイ・チェルケス共和国）の首都チェルケスク出身。ノヴォチェルカスクの南ロシア技術大学を卒業する。1979年ソ連共産党を除名処分。
1995年ロシア連邦議会下院国家会議選挙に立候補し当選する。1996年ロシア大統領選挙に立候補するが、12万3065票（得票率0.02パーセント）の獲得にとどまり落選した。